# Zapan Bobrovníkovo
Zapan Bobrovníkovo (en rus: Запань Бобровниково) és un poble de l'óblast de Vólogda, a Rússia, que el 2002 tenia 29 habitants. Pertany al districte rural de Veliki Ústiug.